# Capitalisme, Socialisme et Démocratie
Capitalisme, Socialisme et Démocratie (Capitalism, Socialism and Democracy) est un livre de Joseph Schumpeter, publié en 1942. 
Il y est question de l'avenir du capitalisme que l'auteur estime être compromis. Il met également en place la notion de destruction créatrice.